# Palacio de Planalto
El Palacio de Planalto (en portugués: Palácio do Planalto) es la sede del poder ejecutivo del Gobierno Federal brasileño. El edificio está localizado en la Plaza de los Tres Poderes (Praça dos Três Poderes) en Brasilia, y fue diseñado por el arquitecto Oscar Niemeyer. El Palacio de Planalto forma parte del proyecto del Plan Piloto de la ciudad y fue uno de los primeros edificios construidos en la ciudad.
La construcción del Palacio de Planalto, cuyo nombre oficial es «Palacio de los Despachos», comenzó a construirse el 10 de julio de 1958 y obedeció al proyecto arquitectónico elaborado por Oscar Niemeyer en 1956.
Como la sede del Gobierno, la expresión "O Planalto" se utiliza a menudo como metonimia de la rama ejecutiva del gobierno.
La oficina del presidente de la República se encuentra en el Palacio de Planalto. Sin embargo, el presidente y su familia no viven allí; la residencia oficial del presidente es el Palacio de la Alvorada. Además del presidente, algunos altos consejeros también tienen oficinas en el "Planalto", entre ellos el vicepresidente de Brasil, así como la Casa Civil y el Gabinete de Seguridad Institucional. Los otros ministerios se establecen a lo largo de la Esplanada dos Ministérios.
El arquitecto fue también creador de la mayoría de los edificios importantes en la nueva capital de Brasil. La idea era proyectar una imagen de simplicidad y modernidad utilizando líneas y ondas para componer las columnas y las estructuras exteriores.

## Arquitectura
El palacio presidencial fue una característica importante del plan de Costa para la capital recién establecida. La idea de Niemeyer fue proyectar una imagen de sencillez y modernidad utilizando finas líneas y ondas para componer las columnas y estructuras exteriores. Las líneas longitudinales del palacio se mantienen por una secuencia de columnas cuyo diseño es una variación de las del Palácio da Alvorada, aunque dispuestas transversalmente al cuerpo del edificio. La fachada del palacio también se compone de dos elementos fuertes: la rampa que conduce a la sala y el Parlatório (plataforma de altavoces), desde donde el presidente y los jefes de Estado extranjeros pueden dirigirse al público en la plaza de los Tres Poderes (Praça dos Três Poderes).
En 1991 se construyó una piscina reflectante para aumentar la seguridad alrededor del palacio y equilibrar los niveles de humedad durante la larga estación seca de Brasilia. Tiene una superficie aproximada de 1635 metros cuadrados, con 1900 metros cúbicos de agua, con una profundidad de 110 centímetros.
El Palacio tiene una superficie de 36.000 metros cuadrados. El edificio principal tiene cuatro plantas sobre el nivel principal y una planta por debajo. El helipuerto está ubicado a lo largo de la fachada norte del edificio.

### Primer piso
El primer piso está compuesto por el área principal de recepción, control de acceso y seguridad, el pasillo de entrada y el Comité de Prensa. El gran pasillo de entrada se utiliza frecuentemente para exposiciones temporales sobre temas relacionados con los programas del gobierno federal. El salón presenta una escultura de Franz Weissman y tres esculturas de Zezinho de Tracunhaém. También se encuentra en el primer piso la Galería Presidencial, que alberga los retratos oficiales de los expresidentes de Brasil.

### Segundo piso
El segundo piso alberga los Salones Este, Noble y Oeste, así como la Sala de Reuniones Supremas y la Secretaría de Prensa. El Salón Este es donde el presidente firma los decretos y otras normas legislativas generalmente relacionadas con temáticas nacionales. El salón noble es el más grande del palacio. Es utilizado para grandes ceremonias con capacidad para 1.000 invitados. Los elementos más destacados de esta sala son la escultura de Haroldo Barroso, Evoluciones, y la pintura de Djanira da Motta e Silva, Los Orixás.
El Salón Oeste fue proyectado para eventos de mediano porte, con capacidad para acomodar de 300 a 500 personas. Debido a su tamaño amplio y altura generosa del techo, se utiliza principalmente para eventos con base en temas internacionales. Un gran panel creado por Roberto Burle Marx decora el área. La Sala de Reuniones Supremas fue construida en 1990 y suele usarse para reuniones ministeriales, gubernamentales y presidenciales.

### Tercer piso
El tercer piso alberga el Gabinete Presidencial y las oficinas de su equipo sénior. Incluye también el entresuelo, una gran área compuesta por salas de espera y un área de circulación entre el Salón Noble, el gabinete presidencial y las oficinas de los consejeros superiores. Las salas de espera están decoradas con muebles de Sérgio Rodrigues y Oscar Niemeyer y pinturas de Emiliano Di Cavalcanti, Firmino Saldanha, Frans Krajcberg, Geraldo de Barros y Frank Schaeffer. La escultura de bronce llamada El Flautista, de Bruno Giorgi, también adorna el área.
La oficina del presidente consiste en tres ambientes separados: oficina, sala de reunión y dormitorio de huésped. El gabinete del presidente está decorado con mobiliario brasileño modernista de los años 1940 y 1960 y cubertería del Palacio del Catete. Las obras más destacadas de esta sala son dos grandes cuadros de Djanira da Motta e Silva: Colhendo Bananas y Praia do Nordeste. La sala de reuniones es utilizada para reuniones privadas entre el presidente y los miembros de su equipo directo y para reuniones formales entre el presidente y los jefes de Estado y de Gobierno extranjeros.

### Cuarto piso
El cuarto piso contiene un gran salón de recepción y las oficinas de altos funcionarios del gobierno, incluyendo la Casa Civil y el Gabinete de Seguridad Institucional de la Presidencia de la República. El área del salón fue creada durante la restauración de 2010 y está decorada con mobiliario brasileño modernista de la década de 1960. Entre las obras más importantes del salón están una tapicería de Alberto Nicola; un bosquejo del busto de Tiradentes, de Bruno Giorgi; y Escena Indígena, de Giovanni Oppido. Dos grandes paneles de Athos Bulcão también se ven en las paredes laterales que llevan al salón principal.

### Acceso público y seguridad
El Palacio se puede visitar los domingos, desde las 9h hasta las 14h, con visitas guiadas de 20 minutos. Durante la semana, el acceso al edificio está restringido al personal autorizado. Es difícil ver al presidente, siendo que él o ella es a menudo escoltado hasta el Palacio a través de la entrada norte o llega en helicóptero. La rampa frente al Palacio sólo se utiliza durante las ceremonias especiales, como posesiones presidenciales y visitas de Estado de representantes de gobiernos extranjeros.
El edificio está protegido por el Batallón de la Guardia Presidencial y el 1.er Regimiento de Caballería de Guardias ("Dragones de la Independencia"), del Ejército Brasileño. Las funciones de centinela de la guardia ceremonial se alternan entre estas dos unidades cada seis meses y un cambio de la ceremonia de guardia se realiza para marcar la rotación.